# (6096) 1991 UB2
1991 يو بي 2 (ويعرف أيضًا باسم (6096) 1991 يو بي 2 وفق تسمية الكوكب الصغير) (بالإنجليزية: 1991 UB2)‏ هو كويكب ضمن حزام الكويكبات؛ وترتيبه 6096 من حيث الاكتشاف.
اكتُشف هذا الجُرم الفلكي بواسطة هيروشي كانيدا في 29 أكتوبر 1991.

## وصلات خارجية
- (6096) 1991 UB2 في قاعدة بيانات مختبر الدفع النفاث لأجرام النظام الشمسي الصغيرة

- الاكتشاف · مخطط المدار ·  العناصر المدارية · المعلمات المادية

- (6096) 1991 UB2 على موقع ويكي سكاي: DSS2, SDSS, GALEX, IRAS, Hydrogen α, X-Ray, Astrophoto, Sky Map, Articles and images